# 芸歴
芸歴（げいれき）とは歴史(デビュー時からの年数)である。芸能界では､先輩・後輩関係は年齢に関係なく芸歴を基準とされており、後輩は先輩に対して敬語を使うことが義務づけられる風潮があったが、プロダクションやメディアの多様化によって現在はある程度緩和されている。
かつては俳優や舞踊家を、さらに昔は碁打ちや将棋指しの年数を計る場合もあったが、現在ではあまり使われなくなってきている。